# Centropogon bangii
Centropogon bangii är en klockväxtart som beskrevs av Alexander Zahlbruckner. Centropogon bangii ingår i släktet Centropogon och familjen klockväxter. Inga underarter finns listade i Catalogue of Life.